# CANT 7
Il CNT CANT 7 era un idroaddestratore monomotore biplano a scafo centrale realizzato dall'azienda italiana Cantieri Navali Triestini (CNT) negli anni venti.
Venne realizzato per soddisfare le esigenze di formazione per i futuri piloti sia della compagnia aerea Società Italiana Servizi Aerei (SISA), di proprietà dei fratelli Cosulich, sia per i piloti militari della neofondata Regia Aeronautica.

## Storia
Nel 1923 venne istituita, con il regio decreto 645 del 28 marzo, la nuova forza aerea militare indipendente italiana che assunse la designazione Règia Aeronautica. La necessità di formare nuovi piloti militari favorì un accordo tra la nuova arma aerea ed i fratelli Callisto ed Alberto Cosulich, titolari della prima compagnia aerea nazionale e proprietari anche di una apposita scuola per la formazione dei propri piloti civili.

### Sviluppo
Il CANT 7 venne sviluppato nel 1924 per soddisfare le nuove esigenze di formazione della scuola di volo della Società Italiana Servizi Aerei (SISA) che vide aumentare i suoi allievi con quelli provenienti dalla Regia Aeronautica. Il progetto venne affidato all'ingegnere Raffaele Conflenti, allora ancora in forza all'azienda, che disegnò un velivolo dall'aspetto convenzionale per l'epoca, biplano a scafo centrale con abitacolo aperto per due posti affiancati.
Il prototipo venne portato in volo per la prima volta il 25 luglio 1924 confermando i dati progettuali e la bontà del velivolo per cui venne avviato all'iniziale produzione in una piccola serie di 13 esemplari. Alla prima seguirono una seconda commessa, nel 1925, per 5 esemplari, che assunse la designazione di CANT 7bis, ed una terza, evasa tra il 1925 ed il 1928, di altri 15 esemplari, versioni entrambe caratterizzate dall'adozione di un diverso e più potente propulsore.

### Impiego operativo
Tutti gli esemplari vennero destinati alla scuola di volo della SISA situata a Portorose ed utilizzati per la formazione dei piloti della compagnia fino al 1933, anno in cui venne chiusa. Alcuni esemplari della fornitura originale vennero trasformati in un altro modello ed i rimanenti 9 vennero presi in carico dalla Regia Aeronautica.

## Descrizione tecnica
Il CANT 7 era un idrovolante a scafo centrale dall'aspetto tradizionale per l'epoca.
Lo scafo era caratterizzato da un abitacolo di pilotaggio aperto in posizione avanzata che terminava posteriormente in un impennaggio cruciforme monoderiva e dai piani orizzontali controventati.
La configurazione alare era biplana, con ali di ugual misura collegate tra loro da una serie di montanti e tiranti, con l'inferiore dotata di piccoli galleggianti equilibratori.
La propulsione era affidata ad un singolo motore montato in configurazione spingente sul castello tubolare centrale e collegato ad un'elica bipala in legno a passo fisso.
L'iniziale Isotta Fraschini V.4, un sei cilindri a V raffreddato ad aria capace di erogare una potenza di 150 CV (110 kW), venne nelle successive versioni sostituito con i più potenti Isotta Fraschini V.6 da 250 CV (187 kW), SPA 6a ed Isotta Fraschini Asso 200, quest'ultimo raffreddato ad acqua.

## Versioni

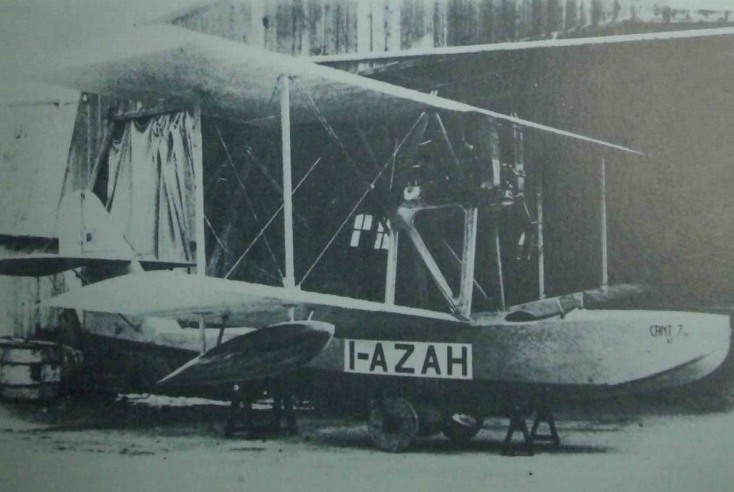
CANT 7ter (I-AZAH)

CANT 7
versione iniziale dotata di motore Isotta Fraschini V.4e realizzata in 13 esemplari.
CANT 7bis
versione dotata di motorizzazione Isotta Fraschini V.6 da 250 CV (187 kW) e realizzata in 5 esemplari.
CANT 7ter
ultima versione realizzata in 15 esemplari, 11 equipaggiati con motore SPA 6A e 4 con l'Isotta Fraschini Asso 200.

## Utilizzatori

### Civili
Italia
- Società Italiana Servizi Aerei (SISA)

### Militari
Italia
- Regia Aeronautica